# Île aux Canes
Het Île aux Canes (Frans voor 'eendeneiland') is een onbewoond eiland, behorend tot de Grey-eilanden, dat deel uitmaakt van de Canadese provincie Newfoundland en Labrador. Het heeft een oppervlakte van 11 hectare en ligt vlak voor de zuidkust van Bell Island, een groter eiland ten oosten van Noord-Newfoundland. Het eiland vormt de kern van het 150 ha metende Trekvogelreservaat Île aux Canes.

## Geografie
Het Île aux Canes ligt ongeveer 800 meter ten zuiden van Bell Island, ter hoogte van de vuurtoren van dat eiland. Beide eilanden maken deel uit van de Grey-eilanden. Het Great Northern Peninsula van Newfoundland ligt zo'n 30 km verder naar het noordwesten toe.
Het eiland is laaggelegen en loopt zeer geleidelijk af in zee. De omringende wateren zijn vrij ondiep, met dieptes die over het algemeen minder dan vijf meter zijn. Rond het Île aux Canes zijn er talrijke ondiepten, klippen en kleine eilandjes met tussenliggende intergetijdezones.

## Natuur
Het eiland is tezamen met het omliggende water en een groot aantal rotsen en klippen beschermd als het Île aux Canes Migratory Bird Sanctuary, een van slechts drie trekvogelreservaten in de provincie. Dat natuurreservaat meet 150 ha en werd in 1991 opgericht ter bescherming van de eidereend. Het Île aux Canes zelf beslaat 60% van de totale landoppervlakte van het reservaat.

### Vegetatie
De belangrijkste soorten vegetatie op het eiland zijn slijkgras en berenklauw. Het hogere deel van het eiland ondersteunt voornamelijk laaggroeiende struiken uit de heidefamilie die zure grond verdragen, zoals kraaihei.

### Vogels
De zuidkust van Bell Island, waartoe ook het Île aux Canes en Shepherd Island gerekend worden, is erkend als een Important Bird Area. Het Île aux Canes is in de zomer belangrijk als nestplaats voor broedende eidereenden. In de winter doet het eiland ook geregeld dienst als tijdelijke verblijfplaats voor grote groepen eiders.